# Дело Жозефа Лезюрка
Дело Жозефа Лезюрка — уголовное дело в Первой Французской республике по обвинению Жозефа Лезюрка (фр. Joseph Lesurques) в соучастии в ограблении в 1796 году почтовой кареты, перевозившей большую сумму денег, и в убийстве курьера и возницы. Несмотря на серьёзные сомнения в его виновности, Лезюрк был признан виновным, приговорён к смертной казни и казнён. Во Франции это дело известно как «дело лионского курьера» (фр. Affaire du courrier de Lyon).

## Преступление
27 апреля 1796 года из Парижа в Лион выехала почтовая карета, которая везла большую сумму денег (ассигнатов) для Итальянской армии. Кроме возницы и курьера с деньгами в карете ехал только один пассажир.
В тот же день карета была обнаружена стоящей вблизи Мелёна, возле неё лежали тела убитых возницы и курьера. Деньги исчезли, так же как одна из лошадей и пассажир. Рядом была найдена сломанная шпора, обмотанная верёвкой.

## Следствие
Началось расследование. Выяснилось, что вблизи места преступления видели четверых подозрительных всадников, ехавших из Парижа. Они остановились пообедать на постоялом дворе. Один из них попросил у владельца постоялого двора верёвку, чтобы прикрепить сломанную шпору.
Затем в Париже был задержан человек, который пытался расплатиться похищенным ассигнатом. Его фамилия была Куриоль. Он был опознан как один из четырёх всадников, которых видели вблизи места преступления. В Париже также был арестован Ришар, известный как скупщик краденного, у которого была найдена часть похищенных при нападении на карету ассигнатов. Также был арестован Бернар, снабдивший преступников лошадьми. Кроме того, арестовали Гено, жителя Дуэ, который останавливался в Париже там же, где жил Бернар.
Гено быстро смог убедить следствие в своей невиновности, и его освободили. Он должен был зайти к следственному судье на следующий день, чтобы получить свои документы, отобранные у него при аресте. Когда он пошёл к судье за документами, он захватил с собой своего приятеля, 33-летнего Жозефа Лезюрка. Лезюрк был достаточно обеспеченным человеком, сколотившим состояние на спекуляции имениями, конфискованными после революции. Вместе с Гено и Лезюрком к судье пошёл также вызванный в качестве свидетеля некто Брюе.
В прихожей у судьи в это время находились две служанки постоялого двора, вызванные для опознания Куриоля. Когда они увидели Гено, Лезюрка и Брюе, то заявили, что эти люди как раз и были остальными тремя всадниками, обедавшими на постоялом дворе. Всех троих тут же задержали.
Затем владелец постоялого двора и его жена опознали Лезюрка как того всадника, который попросил верёвку, чтобы прикрепить сломанную шпору. Также Лезюрка опознали как одного из четырёх подозрительных всадников ещё три человека.

## Суд
Судебный процесс начался 2 августа 1796 года. В качестве обвиняемых перед судом предстали Куриоль, Бернар, Ришар, Лезюрк, Гено и Брюе. Куриоль признал свою вину, но отрицал, что Лезюрк имел какое бы то ни было отношение к преступлению. Гено и Брюе с помощью свидетелей смогли доказать своё алиби. То же попытался сделать и Лезюрк. Он заявил, что в день преступления он в Париже покупал у ювелира серебряную вещицу, а вечером ужинал с девушкой. В качестве доказательства была представлена учётная книга ювелира, в которой под 8 флореаля (27 апреля) была указана покупка вещицы Лезюрком. Однако было очевидно, что сначала в книге в качестве даты продажи указали 9 флореаля, а потом исправили цифру. Ювелир это подтвердил, но заявил, что у него не было злого умысла, а он просто исправил ошибку. Тем не менее, доверие к нему было подорвано. Девушка, с которой ужинал Лезюрк, не помнила точно, в какой день это произошло. Другие свидетели защиты, подтверждавшие алиби Лезюрка, были его друзьями и родственниками.
В итоге суд признал Куриоля, Бернара и Лезюрка виновными в грабеже и убийстве. Их приговорили к смертной казни. Ришара, признанного виновным в укрывательстве похищенного, приговорили к 24 годам каторги. Гено и Брюе были оправданы.
30 октября 1796 года Куриоля, Бернара и Лезюрка казнили на гильотине. Перед казнью Куриоль назвал имена своих сообщников — Дюбоск, Видаль, Дюрош и Росси. Он утверждал, что Лезюрка свидетели перепутали с Дюбоском.

## Последующие события
Через четыре месяца после казни троих полиция арестовала Дюроша за кражу. Его опознали как того пассажира, который ехал в ограбленной карете, а затем исчез. Он признался, что участвовал в ограблении, подтвердил показания Куриоля и также отрицал участие Лезюрка в ограблении.
Затем были арестованы Дюбоск и Видаль. Дюроша признали виновным, приговорили к смертной казни и казнили, Дюбоск и Видаль смогли бежать из тюрьмы до суда. Но их вновь поймали, судили, приговорили к смертной казни и казнили.
Последним был арестован, признан виновным и казнён Росси. Это произошло уже в 1804 году. Перед казнью он оставил у своего духовника записку, которую потребовал опубликовать через шесть месяцев после казни. В записке говорилось, что Лезюрк невиновен (это же утверждал Росси и на суде).

## Попытки реабилитации
Дочери Лезюрка много лет добивались его посмертной реабилитации. Закон, позволяющий реабилитировать осуждённых, даже если сами они уже не получают от этого никакой выгоды, был принят только в 1867 году, причём дело Лезюрка послужило для этого непосредственным поводом. Однако когда на основании этого закона в 1868 году кассационный суд заново рассмотрел дело Лезюрка, то в реабилитации отказал, поскольку, по мнению рассматривавшего дело судьи, доказанное участие Дюбоска в ограблении само по себе не могло свидетельствовать о неучастии Лезюрка.

## В культуре
Про дело Лезюрка в XIX веке было сочинено несколько пьес, а в XX веке было снято три кинофильма (в 1911 году, режиссёр А. Капеллани; в 1923, режиссёр Порье, Лео; в 1937, режиссёр К. Отан-Лара совместно с Морисом Леманом)